# Arthur J. Burks
Arthur J. Burks (13 de septiembre de 1898 - 13 de mayo de 1974) fue un escritor de ficción pulp y marine estadounidense.

## Biografía
Burks nació en una familia de granjeros en Watervile, Washington. Se casó con Blanche Fidelia Lane el 23 de marzo de 1918, en la ciudad de Sacramento, en California. Fue padre de cuatro hijos: Phillip Charles, Wasle Carmen, Arline Mary y Gladys Lura. Sirvió en el Cuerpo de Marines de los Estados Unidos en la Primera Guerra Mundial, y empezó a escribir en 1920 después de haber sido destinado a la República Dominicana y tomar inspiración de los rituales nativos de vudú, de los que oyó hablar a prisioneros haitianos en una cárcel militar. Burks empezó a escribir historias sobre lo sobrenatural que vendió a la revista Weird Tales en 1924. A finales de 1927, abandonó el Cuerpo de Marines y empezó a escribir a tiempo completo. Se convirtió en uno de los hombres del "millón de palabras al año" en las revistas pulp en virtud de su tremenda producción. Escribió en torno a 800 historias para las revistas pulp. Burks era conocido por crear historias sobre cualquier objeto cotidiano rápidamente, algo que tomaba como una apuesta. Su firma era común y corriente en las portadas de las revistas pulp. Escribió principalmente en los géneros de aviación, detectivesco, aventuras, ciencia ficción, deportes (principalmente boxeo), y amenazas extrañas. Dos géneros en los que no se le encontraba son el romántico y en el western. Escribió varias series para las revistas pulp, incluidas las historias de boxeo de Kid Friel para Ganster Stories, una controvertida revista estadounidense, y las historias de detectives infiltrados de Dorus Noel para All Detective Magazine, ambientadas en el barrio de Chinatown, Manhattan. La presión por producir tanta ciencia ficción acabó por obligarlo a descansar a finales de la década de 1930. Volvió a unirse al ejército de los Estados Unidos cuando su país se sumó a la Segunda Guerra Mundial y eventualmente se retiró con el rango de lugarteniente coronel. Burks se mudó a Paradise en el condado de Lancaster, Pensilvania, en 1949, donde continuó escribiendo hasta su muerte en 1974. Durante los años 60, escribió muchos trabajos sobre metafísica y lo paranormal. En sus últimos años, dio clases sobre metafísica y actividades paranormales e hizo lecturas de sus obras ante el público.

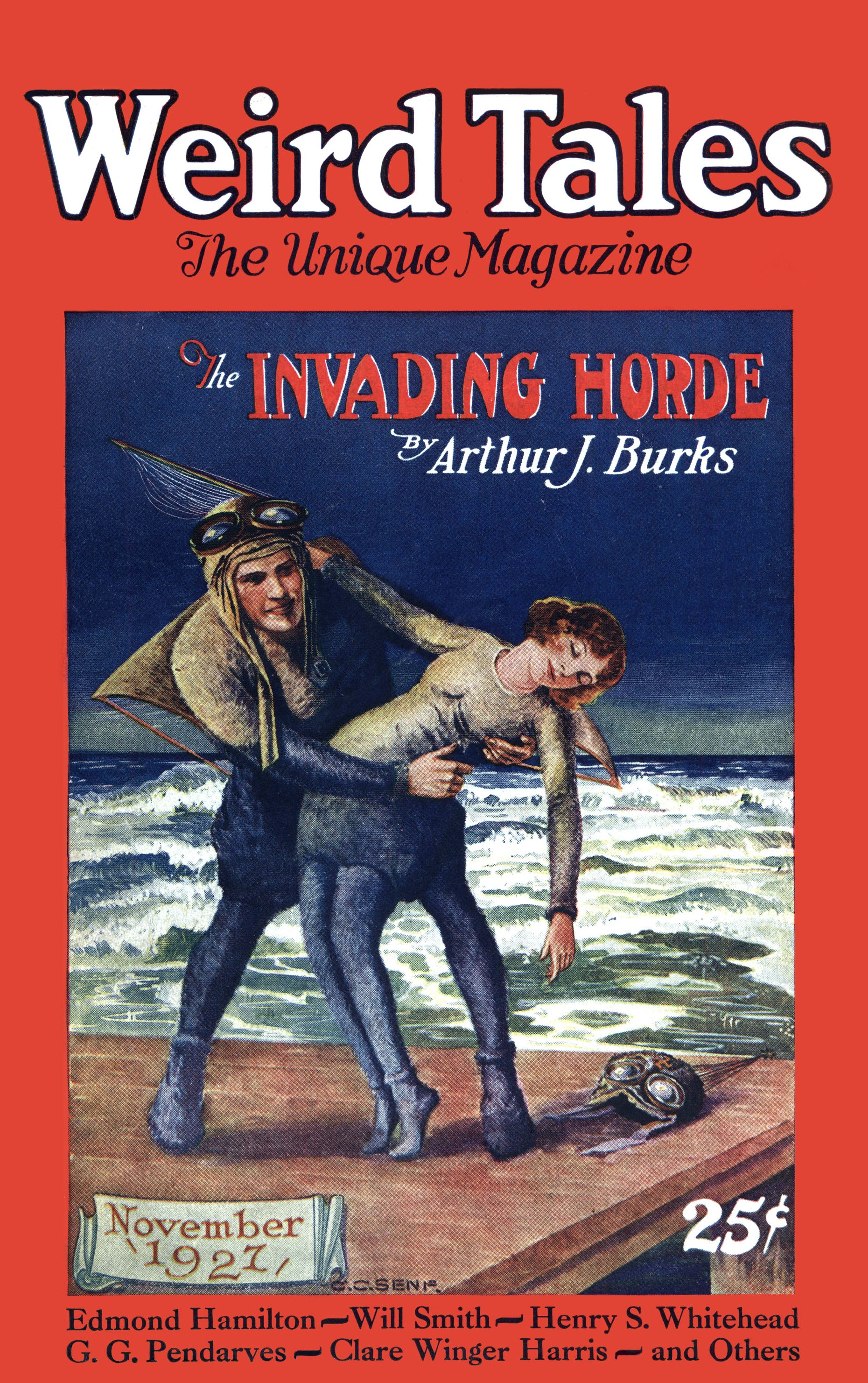
La novela corta de Bruks: "La Horda Invasora" fue la portada de la revista Weird Tales en noviembre de 1927.

### Historias cortas seleccionadas
- "La horda invasora", Weird Tales (noviembre de 1927)
- "Monstruos de Moyen", Analog Science Fiction and Fact (abril de 1930)
- "El Sitio de las Pitones", Strange Tales (septiembre de 1930)
- "Guatemozin El Visitante", Strange Tales (noviembre de 1391)
- "La Habitación de las Sombras", Weird Tales (mayo de 1936)
- "El Desechado Velo" (1937)
- "La Dorada Herradura" (1937)
- "Barco del Infierno", Analog Science Fiction and Fact (agosto de 1938)
- "Exodus", Marvel Science Stories (agosto de 1938)
- "Supervivencia", Marvel Science (noviembre de 1938)
- "Punto del Oeste del Mañana", Wonder Stories (septiembre de 1940)
- "El Largo Desvío", Science Fiction Quarterly (invierno de 1942)
- "Cosecha Negra de Moraine", Weird Tales (enero de 1950)

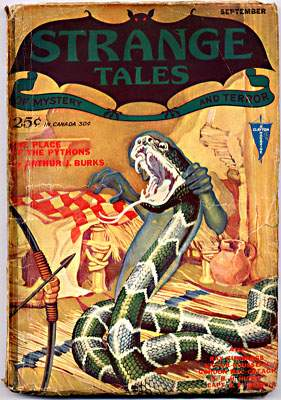
"El Lugar de las Pitones" fue la portada en el primer número de la revista Strange Tales en 1931.

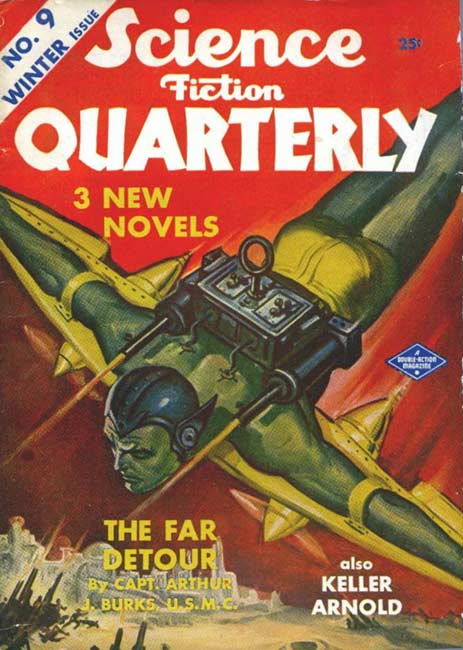
La novela "El Largo Desvío" de Arthur J. Burks fue portada de la edición de invierno de la revista Science Fiction Quarterly del invierno de 1942.

### Libros
- El Magnífico Medio Castillo (1925) (primera novela)
- Walter Garvin en México (1927) (con el general Smedley Butler)
- Ríos en lo Salvaje (1932) (bajo el seudónimo de Burke MacArthur)
- Tierra de Familias de Tablero de Damas (1932)
- Aquí está mi Gente (1934) (historia familiar)
- El Gran Amén (1938)
- ¿Quién te crees que eres? (1939) (un tratado metafísico)
- Campanas sobre el Amazonas, la Vida de Hugo Mense, Aventurero de Espíritu (1951)
- El Gran Espejo (1952)
- Mira Detrás de Ti (Cuentos de Ciencia, Fantasía y lo Macabro) (1954) (colección de 6 historias).
- Sexo la Llama Divina (1961)
- Estructuras Dinámicas Humanas (1964)
- Medicina Negra (1966) (Arkham House)
- En-Don: La Eterna Sabiduría (1973)
- Grutas de Chinatown: Las historias de Dorus Noel (2009) (Off-Trail Publications)
- Man-Ape: Dos Cuentos de las Pulps (2012)
- Catedral de Horror y Otras Historias: Los Extraños Cuentos de Arthur J. Burks: Volumen 1 (2014) (Ramble House)
- Maestros del Cuento Extraño: Arthur J. Burks (2018) (Centipede Press)